# Golpe
Golpe – technika gitarowa polegająca na uderzeniu palcem serdecznym w pudło rezonansowe gitary. Technika często wykorzystywana w muzyce Flamenco.